# 시즈쿠
시즈쿠(일본어: 雫)는 1996년에 리프에서 기획, 제작하고 아쿠아(지금의 아쿠아플러스)에서 발매한 노벨 게임이다. 리프 비주얼 노벨 시리즈(Leaf Visual Novel Series)의 첫 번째 작품으로, 제절초의 수법을 이용한다는 컨셉이었다.
2004년, CG를 수정하고 캐릭터 음성을 추가한 리뉴얼 패키지가 CD(초회판에 한해서)와 DVD로 발매되었다. 또한 2009년 여름 2번째 리메이크되어 발매된 키즈아토 패키지에 오리지널 버전을 최신 윈도우에서 구동할 수 있도록 한 복각판(최초한정판에만 해당)과 2004년도 리뉴얼판(최초한정판/통상판 공통)이 포함되기도 하였다.

## 개요
본 게임 작품은 일반적으로 히트작이라고 칭해지지만 발매와 동시에 히트한 것은 아니며, 소문이나 PC 통신 등을 통해 확산되었다. 본 작품이 업계에 준 영향은 적지 않으며, 비주얼 노벨 방식을 확산시키고 고정 팬층을 늘린 것 등도 평가할 만하다. 그런데 본 작품은 소위 '나키게'(일본어: 泣きゲー - 눈물이 나올만큼 슬프거나 감동적인 게임)의 원조라고도 여겨지지만, 어두운 내용을 많이 다루고 있었기 때문에 발매 당초부터 폭넓은 플레이어들에게 어필하지는 못했다. 그러나 후에 만들어진 투하트는 학원물이라는 장르를 바탕으로 광범위하게 히트 하는데 성공한다.
또한 시나리오 뿐만 아니라 오리토 신지(일본어: 折戸伸治)가 담당한 음악과 배경 등은 당시로서는 상당한 수준이었으므로, 본 작품을 담당한 크리에이터들은 리프에서 Key 등의 다른 브랜드로 이적한 이후로도 활약하고 있다. 특히 오리토 신지가 작곡한 트루 엔딩 테마 곡은 2006년에 가사가 덧붙여져「AQUA PLUS VOCAL COLLECTION Vol.4 」에 수록되었다(Moon Phase로 제목이 바뀌었다).

## 줄거리
작품의 무대는 겉으로 보기에는 평범한 학교이지만, 그 이면에는 터무니없는 사건들이 일어나고 있었다. 수업 중에 발광하는 클래스메이트, 심야에 은밀히 학교로 모이는 학생들..... 일상을 혐오하여 광기를 동경하게 된 나가세 유스케는 교사인 자신의 삼촌으로부터 사건을 조사할 것을 의뢰받는다.

## 등장인물
성우가 있는 것은 DVD 리메이크판
나가세 유스케(일본어: 長瀬 祐介)
주인공. 17세.내향적이고 망상에 빠지는 것을 좋아해, 광기를 동경하고 있다.
후에 발매된 「하츠네의 비밀!!」미니 게임에서도 일러스트 첨부로 등장. 그 때의 얼굴을 극작가 타카하시는 「귀여운 계」라고 표현하고 있다.
신죠 사오리(일본어: 新城 沙織)
성우 - 타카츠키 사쿠라
12월 14일생(궁수자리).혈액형 O형.
유스케와 같은 학년 여학생. 17세. 배구부에 소속. 성격은 밝다.
츠키시마 루리코(일본어: 月島 瑠璃子)
성우 - 이치노미야 사쿠라
유스케의 원 클래스 메이트. 17세. 유스케가 은밀하게 마음을 보내고 있던 여학생.
아이하라 미즈호(일본어: 藍原 瑞穂)
성우 - 타치바나 마이
유스케와 같은 학년의 학생회 서기. 17세.카나코와는 중학교부터 친구였다.
오오타 카나코(일본어: 太田 香奈子)
성우 - 이마이 카오루
유스케의 클래스 메이트로 학생회 부회장. 17세. 수업 중에 돌연 발광해 입원한다
나가세 겐이치로(일본어: 長瀬 源一郎)
성우 - 아사히 타케시
유스케의 숙부로, 무대가 되는 학원의 교사이기도 하다.38세.학원에서 일어난 사건의 진상 조사를 유스케에 건다.
- 덧붙여 시즈쿠 이후의 Leaf 작품에는, 겐이치로와 유사한 독특한 분위기를 가진 「나가세」의 인간이 빈번히 등장하게 된다. Leaf 작품의 「약속」의 하나이다.

츠키시마 타쿠야(일본어: 月島 拓也)
성우 - 타나카 다이스케 / 소년시절 - 이즈미 아야카
유스케의 상급생으로 전 생도 회장. 18세. 루리코의 오빠. 독전파를 발해, 소녀를 노예와 같이 취급한다. 루리코에게 광기적인 애정을 안고 있었다.
카츠라기 미와코 (桂木 美和子)
성우 - 마코토 노아
생도회 임원.
요시다 유키 (吉田 由紀)
성우 - 아키즈키 마이
생도회 임원.